# Portada/article novembre 24

## La riquesa de les nacions
Indagació sobre la naturalesa i les causes de la riquesa de les nacions (en anglès, An Inquiry into the Nature and Causes of the Wealth of Nations) o, senzillament La riquesa de les nacions, és l'obra més cèlebre d'Adam Smith. Publicada el 1776, és el primer llibre modern d'economia. L'autor hi exposa la seva anàlisi sobre l'origen de la recent prosperitat de determinats països, com Anglaterra o els Països Baixos. Hi desenvolupa teories econòmiques sobre la divisió del treball, el mercat, la moneda, la naturalesa de la riquesa, el « preu de les mercaderies mesurat en treball », els salaris, els beneficis i l'acumulació de capital. Hi examina diferents sistemes d'economia política, en particular el mercantilisme i la fisiocràcia. Hi desenvolupa també la idea d'un ordre natural, el «sistema de llibertat natural», com a resultat de l'interès individual cap a l'interès general en la solució del joc de la lliure empresa, de la lliure concurrència i del lliure comerç.